# Diorite
La diorite è una roccia intrusiva intermedia, come composizione chimica e mineralogica, fra la famiglia del granito e quella del gabbro.
È principalmente composta da plagioclasio (uno dei più diffusi feldspati, composti essenzialmente di tectosilicati) nella sua forma sodico-calcica (di composizione andesinica o oligoclasica), e da minerali femici accessori (in quantità variabile, ma di solito in quantità subordinate al plagioclasio) quali: anfiboli (orneblenda), biotite e piccole quantità talvolta di pirosseni rombici o monoclini.

L'olivina è assente e il quarzo può essere contenuto come minerale accessorio nelle rocce dioritiche facenti passaggio con la famiglia dei graniti.
Si differenzia dalla famiglia dei gabbri, in quanto questa è composta in prevalenza da plagioclasio calcico-sodico, con anortite > 50%; contiene di frequente olivina e l'anfibolo eventualmente presente, che dà origine a dei gabbri anfibolici, è solo una trasformazione secondaria del pirosseno presente.

## Etimologia
Il nome deriva dalla parola greca diorízein, che significa ‘delimitare, determinare’, per descrivere i vari minerali di cui è costituita.

## Composizione chimica e norma
|       | % in peso |
| ----- | --------- |
| SiO2  | 58,34     |
| TiO2  | 0,96      |
| Al2O3 | 16,92     |
| Fe2O3 | 2,54      |
| FeO   | 4,99      |
| MnO   | 0,12      |
| MgO   | 3,77      |
| CaO   | 6,68      |
| Na2O  | 3,59      |
| K2O   | 1,79      |
| P2O5  | 0,29      |

|            | % in peso |
| ---------- | --------- |
| Quarzo     | 10,28     |
| Ortoclasio | 10,42     |
| Albite     | 29,96     |
| Anortite   | 24,40     |
| Diopside   | 4,67      |
| Iperstene  | 12,56     |
| Magnetite  | 3,63      |
| Ilmenite   | 1,80      |
| Apatite    | 0,68      |

## Formazione
La diorite può presentarsi anche associata sia al granito che ad intrusioni di gabbro. È spesso rinvenuta all'interno di batoliti e la sua formazione avviene per fusione parziale di una roccia mafica al di sotto di una zona di subduzione. Viene generalmente prodotta negli archi magmatici e durante la formazione di cordigliere montuose in prossimità della zona di subduzione, lungo i margini delle placche continentali, come le Ande.

## Tipologie principali
Oltre alle dioriti propriamente dette, con piccole variazioni della composizione mineralogica abbiamo le tonaliti, le orneblenditi, la corsite, le porfiriti,  la plumasite, il serizzo.

## L'uso nell'antichità
La diorite è una roccia estremamente dura, molto difficile da lavorare e da scolpire. Ed è così dura che antiche civilizzazioni, come gli antichi Egizi, usavano sfere di diorite per lavorare il granito. La sua durezza, tuttavia, non ha impedito a questa civiltà di lavorarla finemente realizzando vasi, scettri e intarsi di pregevolissima fattura.

### Il Codice di Hammurabi
Storicamente la diorite è stata utilizzata come base per l'intaglio di iscrizioni; famoso è il Codice di Hammurabi, realizzato su una colonna in diorite nera alta 2,13 m. La colonna si trova al Louvre a Parigi. Nel Museo Egizio di Torino vi sono diverse statue, tra cui alcune risalenti a Cheope. L'uso della diorite nell'arte ha svolto un ruolo molto importante presso le civiltà medio orientali dell'Antico Egitto, presso i Babilonesi, gli Assiri e i Sumeri. La diorite era così importante per le civiltà mesopotamiche che sono testimoniate campagne militari contro paesi del Golfo Persico aventi come scopo anche la raccolta di questo materiale.

### Elemento strutturale
La diorite è stata utilizzata anche negli ultimi periodi storici, divenendo popolare come elemento strutturale e frequentemente usata per pavimentazione, grazie alla sua estrema durezza e durabilità. Venne anche utilizzata sia dagli Incas, sia dai Maya, soprattutto per rinforzare muri e armi. Divenne particolarmente utilizzata nella costruzione di edifici islamici al tempo del medioevo. Mentre al giorno d'oggi, la diorite è comunemente usata come ciottolo; per esempio in diverse parti del mondo, come nell'isola di Guernsey si possono trovare strade formate da ciottoli di diorite, così come in Scozia, in Ecuador e persino in Cina.

## Distribuzione
La diorite è una roccia piuttosto rara: la si può trovare in Turingia e Sassonia in Germania; in Finlandia, in Romania, nel nord-est della Turchia, nella Svezia centrale, in Scozia, e nella cordigliera delle Ande, nell'isola di Guernsey e nelle province Basin and Range del Minnesota negli Stati Uniti. Una varietà, la diorite orbicolare, si trova in Corsica ed è chiamata corsite.

### Affioramenti in Italia
Le dioriti in Italia sono rappresentate soprattutto come differenziazioni femiche di massicci intrusivi granitici e granodioritici, come ad esempio le tonaliti facenti parte del massiccio intrusivo dell'Adamello e il serizzo presente nella Val Masino. La si può trovare vicino a Sondrio e a Vico Canavese, Brosso, e Traversella in provincia di Torino (dove tutt'oggi viene estratta e lavorata dai marmisti della zona). Dioriti, con notevoli quantità di minerali femici e facenti passaggio a gabbri e norite, sono diffuse nella zona eruttiva basica di Ivrea, un'ampia fascia di zone intrusive basiche estendentisi da Ivrea fino all'estremità settentrionale del Lago Maggiore.